# Liste von bewaffneten Formationen der Kollaboration in Jugoslawien (1941–1945)
Dies ist eine Liste von bewaffneten antikommunistischen Militärformationen die während des Zweiten Weltkriegs von 1941 bis 1945 in Jugoslawien mit den Achsenmächten Deutschland und Italien langfristig kollaborierten. Zugeordnet sind die Formationen nach ihren Operationsgebieten in den von den Besatzungsmächten geschaffenen Vasallenstaaten oder annektierten Gebieten des im Balkanfeldzug (1941) zerschlagenen Jugoslawien.

## Unabhängiger Staat Kroatien
- Kroatische Heimwehr (Hrvatsko domobranstvo, nationalistisch), Stärke: etwa 160.027 (September 1944)[1]
- Ustascha-Miliz (Ustaška vojnica, großkroatisch faschistisch), Stärke: etwa 70.000 (September 1944)[1]
- Kroatische Gendarmerie (Hrvatsko oruzništvo), Stärke: etwa 15.000 (September 1944)[1]
- Uniformierte Ortspolizei, Stärke: etwa 5.000 (September 1944)[1]
- „Kroatische Legion“, Truppenteile unter deutschem oder italienischem Kommando
- Einsatzstaffel der Deutschen Mannschaft (großdeutsch), Stärke: 2.700 (bis 1. Juni 1942)
- Draža-Mihailović-Tschetniks (großserbisch), Stärke: etwa 20.000 (September 1944)[1]
- Huskas Legion (Huskina legija), ab Sommer 1943 in Westbosnien unter Huska Miljković, im Februar 1944 zu den Partisanen übergelaufen, Stärke: 3.000 in 11 Bataillonen[2]
- Hadžiefendićs Legion (Hadžiefendićeva legija), auch Muslimisch-Bosnische Legion, nordöstliches Bosnien, Stärke: 5.000–6.000
- Serbische Selbstverteidigungseinheiten (Srpske samozaštitne postrojbe), ab 1943 vom UNS in der Banija organisiert[2]

## Militärverwaltungsgebiet Serbien
- Serbische Staatswache (nationalistisch), Stärke: 36.716  (Ende 1943)[3]
- Serbisches Freiwilligen-Korps (großserbisch faschistisch), Stärke: 9.886 (21. Aug. 1944)[4]
- Draža-Mihailović-Tschetniks, „legalisiert“ als sog. Antikommunistische Freiwilligenmiliz (Milizia Volontaria Anti Comunista) unter italienischem Kommando (nationalistisch), Stärke: 60.000 (September 1944)[1]
- Tschetniks des Kosta Pećanac
- „Serbische Gestapo“ des Strahinja Janjić (faschistisch), unter deutschem Kommando, Stärke: 145 (Dezember 1942)[1]
- Russisches Schutzkorps Serbien (großserbisch), Stärke: 11.197 (September 1944)[1]
- Banater Staatswache, genannt Schwarze Polizei, unter Kommando der deutschen Polizei, Stärke: etwa 1.500 (Anfang 1943)[5]

## Slowenien(aufgeteilt unter Italien, Ungarn und Deutschland)
- Slowenische Heimwehr (Slovensko domobranstvo), unter deutschem Oberkommando, Stärke: 12.000 (Dezember 1944)[1]
- Slowenisches Nationales Schutzkorps (Slovensko narodno varnostni zbor), unter deutschem Oberkommando, Stärke: 2.000 (August 1944)[1]
- „Blaugardisten“ (plavogardisti), Draža-Mihailović-Tschetniks (großserbisch monarchistisch), Stärke: 6.049 (August 1943)[1]
- „Weißgardisten“ (belogardisti), als sog. Antikommunistische Freiwilligenmiliz (Milizia Volontaria Anti Comunista) unter italienischem Kommando (nationalistisch), Stärke: 6.500 (August 1943)[1]
- Wehrmannschaft des Steirischen Heimatbundes (großdeutsch), Stärke: etwa 3.000 (August 1944)[1]

## Unabhängiger Staat Montenegro
- Draža-Mihailović-Tschetniks (großserbisch monarchistisch), Stärke: etwa 15.000 (September 1944)[1]
- Muslimische Miliz (Muslimanska milicija), 1941 aufgestellt unter italienischem Oberkommando, ab 9. Mai 1944[6] unter deutschem Oberkommando als (SS-Polizei) Selbstschutz-Regiment „Sandschak“ von Karl von Krempler, Stärke: etwa 3.000 (1941)[7]

## Kosovo(zumKönigreich Großalbanien)
- Albanische Gendarmerie, Stärke: 1.000 (September 1943)[1]
- Albanische Territorialmiliz, Stärke: 8.000 (Januar 1944)[1]
- Balli Kombëtar (großalbanisch nationalistisch), Stärke: 8.000 (September 1944)[1]

## Vardar-Mazedonien(zumZarentum Bulgarien)
- Draža-Mihailović-Tschetniks (großserbisch monarchistisch), Stärke: etwa 8.000 (September 1944)[1]
- Kontračeta (großbulgarisch), Stärke: 200 (August 1944)[1]
- Innere Mazedonische Revolutionäre Organisation (mazedonisch nationalistisch), geringe Stärke[1]